# هانس بوك
هانس بوك (بالألمانية: Hans Bock)‏ هو كيميائي ألماني، ولد في 5 أكتوبر 1928 في هامبورغ في ألمانيا، وتوفي في 21 يناير 2008 في كونيغشتاين إم تاونوس في ألمانيا.